# Cunning Stunts (vidéo)
Pour les articles homonymes, voir Cunning Stunts.
Pour plus de détails, voir Fiche technique et Distribution.
Cunning Stunts est le film du concert de Metallica à Fort Worth, Texas. Cette vidéo fut éditée en 1998 en VHS. Elle est également disponible en DVD.
Sur le DVD figure le concert, des interviews du groupe, un documentaire, des coulisses du concert, ainsi qu'une galerie contenant près de 1000 photos. Trois des chansons disposent d'une présentation multi-angle. Sur la VHS ne figure que le concert.
Le titre est également une contrepèterie du terme Stunning Cunts.
Durant la chanson Enter Sandman, toute la scène semble s'effondrer et exploser dans des effets pyrotechniques. Un technicien (appelé dans les bonus "Burning Dude") court sur la scène alors qu'il est en feu, pendant qu'un autre technicien est pendu par les pieds au-dessus de la scène. La fin du concert se déroule sous quelques lumières, apportant une atmosphère plus intime.

## Liste des pistes

### Disque 1
1. "So What"
2. "Creeping Death"
3. "Sad But True"
4. "Ain't My Bitch" (angles multiples)
5. "Hero of the Day"
6. "King Nothing"
7. "One"
8. "Fuel"
9. "Bass / Guitar Doodle"
10. "Nothing Else Matters"
11. "Until It Sleeps"
12. "For Whom the Bell Tolls" (angles multiples)
13. "Wherever I May Roam" (angles multiples)
14. "Fade to Black"
15. "Kill / Ride Medley"
  1. "Ride the Lightning"
  2. "No Remorse"
  3. "Hit The Lights"
  4. "The Four Horsemen"
  5. "Seek & Destroy"
  6. "Fight Fire With Fire"

### Disque 2
1. "Last Caress"
2. "Master Of Puppets" (version courte)
3. "Enter Sandman"
4. "Am I Evil ?" (version courte)
5. "Motorbreath"

## Fiche technique
- Musique : Metallica
- Producteur : Dana Marshall
Joe Plewa
- Distribution : Elektra Entertainment
- Langue : Anglais